# Alice Bellandi
Alice Bellandi, née le 29 novembre 1998 à Brescia, est une judokate italienne.

## Biographie
Alice Bellandi remporte le Judo aux Jeux olympiques d'été de 2024 - Moins de 78 kg femmes, battant Inbar Lanir par ippon. Elle est entraînée par Antonio Ciano et appartient au groupe sportif de la Garde des finances, Fiamme Gialle.
Juste après sa victoire, elle se précipite pour embrasser sa compagne, Jasmine Martin. Ce baiser lesbien, fait en présence de la première ministre Giorgia Meloni connue pour ses prises de positions homophobes, lance une polémique en Italie.

## Palmarès

### Compétitions internationales
| Année | Compétition           | Lieu        | Résultat | Catégorie      |
| ----- | --------------------- | ----------- | -------- | -------------- |
| 2022  | Championnats d'Europe | Sofia       | 3e       | Moins de 78 kg |
| 2023  | Championnats du monde | Doha        | 3e       | Moins de 78 kg |
| 2023  | Championnats d'Europe | Montpellier | 2e       | Moins de 78 kg |
| 2024  | Championnats du monde | Abou Dabi   | 2e       | Moins de 78 kg |
| 2024  | Jeux olympiques       | Paris       | 1re      | Moins de 78 kg |

### Masters mondial, Tournois Grand Chelem et Grand Prix
| Année | Compétition     | Lieu      | Résultat | Catégorie      |
| ----- | --------------- | --------- | -------- | -------------- |
| 2019  | Grand Prix      | Tel Aviv  | 2e       | Moins de 78 kg |
| 2019  | Grand Prix      | Tbilissi  | 3e       | Moins de 78 kg |
| 2022  | Grand Prix      | Almada    | 2e       | Moins de 78 kg |
| 2022  | Grand Chelem    | Budapest  | 1re      | Moins de 78 kg |
| 2022  | Grand Chelem    | Bakou     | 1re      | Moins de 78 kg |
| 2022  | Grand Chelem    | Tel Aviv  | 3e       | Moins de 78 kg |
| 2022  | Masters mondial | Jérusalem | 1re      | Moins de 78 kg |
| 2023  | Grand Chelem    | Tel Aviv  | 1re      | Moins de 78 kg |
| 2023  | Grand Chelem    | Tbilissi  | 2e       | Moins de 78 kg |
| 2023  | Grand Chelem    | Bakou     | 2e       | Moins de 78 kg |
| 2023  | Grand Chelem    | Abou Dabi | 1re      | Moins de 78 kg |
| 2024  | Grand Chelem    | Paris     | 2e       | Moins de 78 kg |
| 2024  | Grand Chelem    | Tachkent  | 3e       | Moins de 78 kg |